# Karl Allöder
Karl Allöder (* 6. April 1898 in Wulften/Badbergen; † 23. April 1981 ebenda) war ein deutscher Bildhauer, Maler und Geigenbauer.

## Leben
Allöder entstammte einer bäuerlichen Familie, sein Vater war Drechsler. Nach der Volksschule besuchte Karl Allöder 1908 die Privatschule in Badbergen, wo er auch Latein und Englisch erlernte. Seine Lehrer wurden auf seine künstlerische Begabung aufmerksam und waren der Meinung, dass diese gefördert werden müsse. Doch seine Eltern bestimmten, dass er einen „handfesten“ Beruf erlernen solle. So absolvierte Allöder eine Handwerkslehre, ein Jahr als Drechsler, zwei Jahre als Tischler und legte 1917 die Gesellenprüfung ab. Danach wurde er zum Wehrdienst einberufen und zunächst in Köln stationiert. 1918 wurde er als Artillerist an der Front im Ersten Weltkrieg eingesetzt.
Nach dem Ende des Ersten Weltkriegs besuchte er kurz die private Zeichenschule Ulrichs in Osnabrück und ging 1920 an die Kunstgewerbeschule in Kassel, wo er Bildkunst und Akt studierte. Zugleich war er an der Kasseler Kunstakademie Hospitant und betrieb Malerei und Kunstgeschichte. Er wurde mit dem 2. Preis für den Entwurf eines Kriegerdenkmals ausgezeichnet, den die Stadt Kassel ankaufte. 1922 wechselte Allöder an die Kunsthochschule Hamburg an, wo er Bildhauerei bei Lukasch studierte.
1927 führte ihn eine ausgedehnte Reise nach Italien mit längeren Aufenthalten in Mailand, Florenz, Rom, Neapel, Pompeji und zurück über München. Sodann studierte er in Osnabrück Aktzeichnen bei Wilhelm Renfordt und beteiligte sich in den nachfolgenden Jahren an zahlreichen Ausstellungen in Osnabrück, Bremen, Hamburg, Kassel, Hannover und Oldenburg.
Zu Beginn des Zweiten Weltkriegs 1939 wurde er wieder eingezogen und in Frankreich stationiert. Seine Einheit lag an der Westfront und marschierte 1940 bis zur Loire. 1941 wurde er aus Altersgründen entlassen, aber zum Heimatdienst verpflichtet. Er ließ sich wieder in seinem Geburtsort nieder, wo er bis zu seinem Tod lebte. Er ist auf dem evangelischen Kirchhof in Badbergen begraben.

## Werk (Auswahl)
Seine Vielseitigkeit als bildender Künstler umfasste nahezu alle künstlerischen Möglichkeiten: Ölbilder, Graphiken, Aquarelle, Plastiken, Reliefs, Holzarbeiten, Trachtenfiguren, holzgeschnitzte Wegweiser, Modelle von Bauernhäusern für Museen, Giebelbalkeninschriften, Restauration alter Möbel, Christusstatuen, Madonnenfiguren, Porträtplastiken, Porträts in Öl und anderes mehr. Entsprechend breit ist sein Œuvre.
Seine letzte Ausstellung fand im März 1974 im Kreismuseum Bersenbrück statt, wo er 54 Arbeiten zeigte.
- Die Holzskulptur vom Quakenbrücker Burgmann steht als Gastgeschenk der Stadt Quakenbrück an die Partnerstadt Hamburg im Hamburger Rathaus.
- Ein Kruzifix aus Stein steht als Mahnung für die Gläubigen auf dem katholischen Kirchhof in Badbergen.
- Ein geschnitzter Posaunenengel schmückt den Baldachin von der Kanzel in der evangelischen Kirche St. Georg in Karl Allöders Heimatgemeinde.
- Ein großes Steinrelief erzählt den Kindern der evangelischen Volksschule in Badbergen die Sage vom Kampf von St. Georg mit dem Drachen.
- Ein lebensgroßer Bronzeadler steht auf einem Findling und hält seine großen Flügel über den großen Stein. Dieser steht vor der ehemaligen Ackerbauschule in Quakenbrück.
- Im Stadtmuseum von Quakenbrück ist eine Büste ausgestellt, die Allöder von dem bekannten ostpreußischen Maler Döbner erstellt hat.
- Eingelassen in einem Findling erinnert ein Bronzerelief an die Verdienste des ehemaligen Landrats Hermann Rothert in Bersenbrück.
- In Wulften, zwischen den beiden Flüssen Hase und Lake, gab es früher einen Sumpf, wo ein Esel Menschen und Lasten hinübergebracht habe. Später wurde eine Brücke gebaut und Allöder erstellte eine Bronzetafel mit einem Esel, die in einem Pfeiler der Brücke eingelassen ist.
- Für das Germanische Nationalmuseum in Nürnberg fertigte Allöder drei maßstabsgerechte Modelle von Bauernhäuser an: den Meierhof zu Wehdel, den Roten Hauberg bei Husum und ein Bauernhaus aus dem Alten Land bei Hamburg.
- In Hüven im Hümmling steht eine kombinierte Wasser- und Windmühle aus dem 16. Jahrhundert (Hüvener Mühle). Davon hat Allöder in den 1930er Jahren ein Modell für das Landesmuseum Hannover gemacht, bevor sie mehr und mehr verfiel. Erst später wurde sie unter Denkmalschutz gestellt und mit viel Aufwand restauriert. Dabei war Allöders Modell eine große Hilfe. Und auch das Modell von der Wehlburg, einem Artländer Bauernhaus, ist in Hannover zu sehen. Es wurde abgebaut und im Museumsdorf in Cloppenburg wieder aufgebaut.
- Im Museum im Kloster Bersenbrück steht ein vor 1932 gefertigtes Modell des Hofs Wehlburg, das Allöder angefertigt hat. Zwei zeitgleich entstandene geschnitzte Figurenpuppen zur Ausstellung von ländlicher Kleidung (bäuerliche Tracht – je eine Figur eines Bauern und einer Bäuerin) hatte Allöder ebenfalls für das damalige Kreismuseum Bersenbrück angefertigt – sie sind nicht mehr vorhanden, aber durch Bildpostkarten belegt
- Kriegerdenkmale in Quakenbrück, Badbergen und Gehrde

## Landschaftsmalerei
Es war August Kaufhold, ein Schüler des Tiermalers Heinrich von Zügel, der Allöder schon in Jugendjahren zur Landschaftsmalerei inspirierte. Zufällig traf der Junge, als er sich bei Verwandten in Dötlingen in den Ferien war, den Maler Kaufhold. Der stand mit Staffelei, Palette und Farbkasten an der Hunte und malte von der Natur ein Landschaftsmotiv. Dieses Zusammenkommen war der Beginn einer lebenslangen Freundschaft.
Viele Jahre später lernte Karl Allöder Bernhard Winter aus Oldenburg kennen. Er besuchte ihn oft in seiner Oldenburger Villa oben im Atelier unter dem Glasdach. Dort bekam er viele Anregungen zur Porträtmalerei.

## Der Geigenbauer
Allöder hat sich nach dem Zweiten Weltkrieg auch dem Geigenbau gewidmet. Er baute über 30 Violinen, Celli, Bratschen und Kontrabässe, die auch vom Konzertmeister Flecken vom Oldenburger Staatsorchester und Musikern vom Städtischen Orchester Ossenbrügge aus Münster gespielt wurden.